# Ancylistes obscuricollis
Ancylistes obscuricollis är en skalbaggsart som först beskrevs av Leon Fairmaire 1902.  Ancylistes obscuricollis ingår i släktet Ancylistes och familjen långhorningar.
Artens utbredningsområde är Madagaskar. Inga underarter finns listade i Catalogue of Life.